# Anacroneuria amazonica
Anacroneuria amazonica är en bäcksländeart som beskrevs av Froehlich 2003. Anacroneuria amazonica ingår i släktet Anacroneuria och familjen jättebäcksländor. Inga underarter finns listade i Catalogue of Life.